# سیارک ۲۲۶۱۱
سیارک ۲۲۶۱۱ (به انگلیسی: 22611 Galerkin، نامگذاری:1998KB) بیست و دو هزار و ششصد و یازدهمین سیارک کشف شده‌است که در ۱۷ مه ۱۹۹۸ کشف شد.